# 제임스 뷰캐넌 듀크

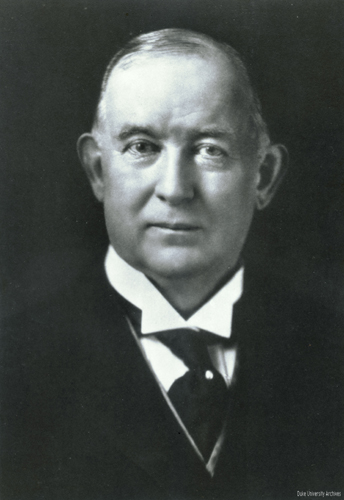

제임스 뷰캐넌 듀크(James Buchanan Duke, 1856년 12월 23일 – 1925년 10월 10일)는 현대 담배 제조 및 마케팅 도입과 듀크 대학교 참여로 가장 잘 알려진 미국의 담배 및 전력 산업가였다. 그는 1890년 아메리칸 토바코 컴퍼니(American Tobacco Company)의 창립자였다.

## 어린시절
"벅"(Buck)이라는 별명으로 알려진 제임스 뷰캐넌 듀크(James Buchanan Duke)는 1856년 12월 23일 노스캐롤라이나주 더럼 근처에서 담배 제조업체이자 자선가이자 듀크 대학교의 후원자 워싱턴 듀크(1820~1905)와 그의 두 번째 부인 아르텔리아 로니 사이에서 태어났다.

## 사업경력
듀크의 아버지인 워싱턴은 그의 아들인 제임스와 벤자민(1855~1929)이 1880년대에 인수한 담배 회사를 소유하고 있었다. 1885년에 제임스 뷰캐넌 듀크는 최초의 자동 담배 제조 기계(제임스 앨버트 본색이 발명)를 사용할 수 있는 라이선스를 획득했으며, 1890년까지 듀크는 미국 담배 시장(당시에는 미리 말아 놓은 담배로 알려짐)의 40%를 공급했다. 그해 듀크는 4개의 주요 경쟁사를 아메리칸 토바코 컴퍼니(American Tobacco Company)라는 하나의 법인으로 통합했다. 이 회사는 그가 미국 담배 시장의 90% 이상을 장악하면서 독점 기업이었다. 담배 농부들에게 지급되는 가격을 인하하려는 그의 공격적인 사업 전략은 1906~1908년 블랙 패치 담배 전쟁(Black Patch Tobacco Wars)으로 직접 이어졌다.
1900년대 초 듀크는 미국 시장을 정복했던 것처럼 영국 시장도 정복하려 했고, 결국 당시 분할된 영국 제조업체들을 영국 및 아일랜드의 임페리얼 담배 회사(Imperial Tobacco)로 합병하도록 강요했다. 영국에서 2년간의 치열한 경쟁 끝에 임페리얼 토바코(Imperial Tobacco)는 미국 시장에 진출하여 아메리칸 토바코(American Tobacco)가 합의점을 찾도록 강요했다. 이로 인해 아메리칸 토바코가 미국 무역을 통제하고 임페리얼 토바코가 영국 영토의 무역을 통제했으며 브리티시-아메리칸 토바코 컴퍼니(British-American Tobacco Company)라는 세 번째 합작 회사가 둘 사이에 설립되어 담배 판매를 통제하는 계약이 체결되었다.
이 기간 동안 듀크는 비즈니스 파트너와 주주들로부터 반복적으로 고소당했다. 1906년에 아메리칸 토바코 컴퍼니는 독점 금지 위반으로 유죄 판결을 받고 American Tobacco Company, Liggett & Myers, R. J. Reynolds 및 P. Lorillard Company의 4개 회사로 분할하라는 명령을 받았다. 1911년에 미국 대법원은 아메리칸 토바코 컴퍼니의 독점을 중단하라는 명령을 지지했다. 그 후 회사는 여러 소규모 기업으로 분할되었으며 그 중 브리티시 아메리칸 토바코 컴퍼니만이 듀크의 통제권을 유지했다.
1892년 듀크 측은 벅의 형제 벤자민이 운영하던 노스캐롤라이나주의 더럼(Durham)에 첫 번째 직물 회사를 열었다. 세기가 바뀌면서 벅은 카토바(Catawba)강의 토지와 수자원 권리를 획득하기 위해 아메리칸 디밸롭먼트 컴퍼니(American Development Company)를 조직했다. 1904년에 그는 카토바 파워 컴퍼니(Catawba Power Company)를 설립했고, 이듬해 그와 그의 형제는 듀크 에너지(Duke Energy) 대기업의 전신인 듀크 파워(Duke Power)로 알려진 서던 파워 컴퍼니(Southern Power Company)를 설립했다. 이 회사는 듀크측의 직물 공장에 전력을 공급했으며 20년 내에 전력 시설이 크게 확장되어 300개 이상의 면직 공장 및 기타 산업 회사에 전기를 공급하게 되었다. 듀크 파워는 노스캐롤라이나주와 사우스캐롤라이나주의 피드몬트 지역에 전력을 공급하는 전력망을 구축했다. 노스캐롤라이나주 서부에 있는 발전 저수지인 제임스 호수는 1928년에 회사에 의해 건설되었으며 듀크의 이름을 따서 명명되었다. 1926년에 건설된 노스캐롤라이나주 로완 카운티의 벅 스팀 스테이션(Buck Steam Station)도 듀크의 이름을 따서 명명되었다.